# موسى عباس
موسى عباس 
هو السيد موسى بن عبد السلام بن زين العابدين بن عباس الموسوي العاملي المعروف بالسيد موسى عباس.

## نبذة عنه
عالم متبحّر في الفقه والأصول، إضافة إلى كونه شاعر وأديب من جبل عامل، عاش جلّ حياته في العراق، وكان كثير التردد على جبل عامل، ومن المقربين من حمد البك.

## مؤلفاته
- ديوان يبلغ أربعة آلاف بيت أكثره في مدح أهل البيت
- رسالة فيما انفردت به الإمامية من المسائل الفقهية
- رسالة في صلاة المسافر.
- رسالة في مناسك الحج.

## شعره
كان من رجال الدين ولكن تغلّب عليه الشعر، فزار أمراء جبل عامل مرارا ورجع إلى العراق ومدحهم بأشعار كثيرة وما بخلوا عن وصله بالهدايا والمال. 
له قصيدة ارتجلها يوم وفاته وأوصى أن تُكتب على كفنه، أولها:
```
              إلام إلهي في معاصيك أدأب             أشرق فيها دائما وأغرب
              أبا حسن حر المصيف يضرني            فكيف لظى لو لوحتني وهبهب
              أتعلو على متن الصراط وتحته          وليك باك يستغيث ويندب
              أفي هذه الدنيا أقاسي بك العدى      وعند مماتي في الجحيم أكبكب
              فما الفرق بيني يوم حشري وبين من     غدا لك في نصب العداوة يدأب
              أبا حسن أنت الأمان إذا اتى النداء  خذوه والموازين تنصب
              ويا ملكي قبري ابعدا وتنحيا         فحب علي المرتضى لي مذهب
              حنانيكما لا تذعراني فإنني           إليه بابائي أمت وأنسب
              فلله أم أرضعتني ولاءه               وقد كان في صدق الولاء مثلها الأب
              يسلب أثواب الحياة مغسلي            وثوب ولاه ثابت لا يسلب
              أمن منكر أم من نكير أراع لا         إذا انا في نص الغدير مكذب
              فمن مبلغ عني المسيتين انني            وهبت خطايا جمة ليس توهب
```

ومن قصيدة نظمها في مدح حمد البك ذاكرا بطولاته ومستدرّا كرمه:
```
               هو ابن أبي الهيجاء مردي كماتها         وفارسها المعروف عند التصادم
               هو الغيث قد عم الأنام مواهبا          هو البحر من جدواه فيض الغمائم
               على أنه يعطي نضارا وعسجدا            وذاك بغير الماء ليس بساجم
               ويا مورد الأبطال في هوة الردى          ويا تارك الأموال غنما لغانم
               ويا ناهب الأرواح في حومة الوغى         ويا تارك الأجساد طعم القشاعم
               وكم وقعة مشهورة لكَ في العدى           سرى ذكرها في عُربها والأعاجم
               تركتَ بها الأبطال صرعى على الثرى        خواشع أشلاء بغير جماجم
```

ومن شعره هذه القصيدة التي أرسلها من النجف إلى حمد البك أمير جبل عامل:
```
              إلى عامل شوقي وفي القلب عامل        فيا ويح قلبي ما به الشوق عامل
              يحملني ما لا أطيق وإنه               ليثقل رضوى بعض ما أنا حامل
              فراق ووجد واشتياق ولوعة           وحزن وإن طال المدى متطاول
             وذكر حبيب نازح ومنازل              بعدن وفي قلبي لهن منازل
             وأجفان عين لا تجف دموعها              ونار لها بين الضلوع مشاعل
             فما أنسى لا أنسى الزمان الذي مضى    بعاملة والدهر عني غافل
             ويا حبذا لبنان من سفح عامل         ويا حبذا أجباله والسواحل
             -------------------------          -------------------
             فيا حبذا ذاك اليراع وحبذا           بنان غدت تجري به وتساجل
             -----------------------            -------------------
             حميت بلاد المسلمين وصنتها              وأنت لدين الله كاف وكافل
             وجمعت شمل العدل وهو مبدد             وفرقت شمل الجور والجور شامل
             ------------------------           -------------------------
             فلولاك ما ثارت جياد إلى الوغى        ولولاك لم تعقد لسيف حمائل
             رمى الله إبراهيم منك وجيشه           بغائلة فاغتالهم منك غائل
             ثبت لهم والحرب فاغرة اللهى           فما حلتهم فيها وأنت المماحل
             فلا زلت للهيجاء يا بن زعيمها        زعيما تحييك القنا والقنابل
             وكم لك من أمثالها يا بن قطبها       كفاك بيوم الجسر ما أنت فاعل
             فمزقتهم بالبيض كل ممزق             وألبستهم ثوب الردى وهو شامل
```

## وفاته
توفي في النجف سنة 1253 هجرية ودفن فيها.

## وصلات خارجية
ترجمة السيد موسى عباس في معجم البابطين